# Mannheimer Altertumsverein
Der Mannheimer Altertumsverein (vollständiger Name Mannheimer Altertumsverein von 1859. Gesellschaft der Freunde Mannheims und der ehemaligen Kurpfalz) ist ein deutscher Geschichtsverein. Er wurde am 2. April 1859 im Gasthaus „Zum Silbernen Anker“ in Mannheim gegründet. Sein Zweck ist die Erforschung der Geschichte von Mannheim und der Kurpfalz.
Im Zusammenhang mit archäologischer Grabungs- und Sammlungstätigkeit scherzhaft auch Academia subterranea Palatina (d. i. Unterirdische Pfälzer Akademie) genannt, richtete der Verein bald ein Altertumsmuseum ein, das zunächst im städtischen Fruchtlagerhaus untergebracht war, bevor die Sammlung ins Mannheimer Schloss gelangte. Seit dem Jahr 1900 gibt der Verein die Zeitschrift Mannheimer Geschichtsblätter heraus, seit 1952 die Mannheimer Hefte.

## Vorsitzende
- 1859–1862: Johann Philipp Zeller
- 1862–1878: Ludwig Gerlach
- 1879: Ernst Huffschmid
- 1880–1888: Gustav Christ
- 1889–1912: Max von Seubert
- 1912–1914: Wilhelm Zeiler
- 1914–1929: Wilhelm Caspari
- 1930–1932: Florian Waldeck
- 1933–1945: Heinrich Winterwerb
- 1949–?: Florian Waldeck, Wiederbegründung des Vereins
- 1977–1982: Hans Reschke
- 1982–2007: Hansjörg Probst
- seit 2007: Hermann Wiegand

## Ehrenmitglied
- Ferdinand Haug